# La Fría
La Fría es una ciudad venezolana, capital del municipio García de Hevia, en el Estado Táchira. Se encuentra entre las rutas "Colonial" y de "Los Bosques". Esta población fue fundada en el año 1853 cuando por razones económicas la entidad estableció este pequeño pueblo como punto de contacto entre el ferrocarril y los centros comerciales del Estado Táchira.

## Características
La Fría se caracteriza, al igual que otras ciudades del estado Táchira, por tener un clima tropical lluvioso de selva. Su vegetación corresponde a bosques húmedos tropicales, y cuenta con una amplia red hidrográfica integrada por los ríos Grita, Orope y Carira. 
Actualmente, entre sus principales actividades económicas destacan la ganadería —de la cual se derivan productos como carne y leche, provenientes de diversas haciendas ubicadas a lo largo de las carreteras del municipio García de Hevia— y la industria metalúrgica, considerada la actividad más importante. Esta industria produce una gran variedad de productos que benefician tanto al estado Táchira como al resto del país.
La ciudad de La Fría también se ha consolidado como el mayor centro de comercio en la zona norte del estado, convirtiéndose en un punto neurálgico para la importación y exportación de rubros y materias primas hacia distintas regiones de Venezuela.
Antiguamente, la ciudad contaba con un aeropuerto que fue desincorporado y transformado, mediante modificaciones, en la actual avenida Aeropuerto, ubicada en el centro de la ciudad. El antiguo terminal aéreo se encontraba en la carrera 5 con calle 12 bis, en la urbanización Jáuregui, y funcionó desde 1928 hasta 1964. Ese año fue inaugurado el nuevo aeropuerto, actualmente denominado Aeropuerto Internacional "Francisco García de Hevia" de La Fría. Cuenta con una única pista de aproximadamente 7000 pies de largo (unos 2350 metros) y fue reabierto en el año 2006 durante la gestión del gobernador del estado Táchira, capitán (R) Ronald Blanco La Cruz.

## Transporte
El Aeropuerto "Francisco García de Hevia" de La Fría (código IATA: LFR, código OACI: SVLF), está situado a unos 40 kilómetros al norte de la localidad de San Cristóbal (Venezuela).

## Sitios de interés
- Plaza el Samán: Calle 2 con carrera 5
- Plaza Bolívar
- Parque de los Monos
- Centro Campestre La Llovizna, parque agroturístico con un zoológico de contacto
- Iglesia Cristiana Evangélica Dios es Amor (OVICE)
- Iglesia Cristiana de Avivamiento Maranatha
- Iglesia Sagrado Corazón de Jesús.
- Parroquia Santísima Trinidad: Ubicada en la Urb. Río Grita
- Antiguo Ferrocarril del Táchira: Calle 2 con carrera 6 y 7. Actualmente allí funciona el Cuerpo de Bomberos.
- Templo Adventista del séptimo día (Que tiene forma de barco)
- Zona Industrial La Fría: Carretera Panamericana, donde se ubican las diferentes industrias metalúrgicas.
- Balneario La Termoeléctrica: Carretera Panamericana.
- Restaurante Turístico LAN y LEN. Av. Aeropuerto entre carreras 5 y 6.
- Carretera Panamericana
- Av. Aeropuerto (dicha avenida, allí funcionaba su primer aeropuerto desde 1928 hasta 1964).
- Polideportivo Humberto Laureano.
- Manga de Coleo "Ramón Enrique Corredor": Urbanización El Arrecostón.
- U.E Br. Genaro Méndez Moreno. (Escuela primaria Estadal).
- U.E. Antonio Rómulo Costa.
- Colegio Monseñor Sixto Sosa fundado por las hermanas carmelitas de Madre Candelaria.
- Liceo Nacional Pedro Antonio Ríos Reyna.
- Liceo José Félix Ribas, Casco central calle 2.
- Universidad Nacional Experimental Politécnica de las Fuerzas Armadas. UNEFA. En la calle 1.
- Universidad Manuelita Saenz.
- Fiscalía Pública.
- Palacio de Justicia (Tribunales).
- Clínicas.
- Urb. Río Grita.
- Ambulatorio.
- Centro de Diagnóstico "Simón Bolívar" La Fría (CDI y SRI)
- Bancos: Bicentenario, Sofitasa, Banesco, Venezuela, Tesoro, BFAN y BBVA.
- Terminal de Pasajeros, Calle 2.
- Mar y Mar comercial frente al estacionamiento de la alcaldía
- Tienda Yani Stilo Boutique para damas ubicado en la calle 5 entre carrera 7 y 8
- Las Pavas
- Variedades Hosanna boutique carrera 13 entre calles 1 y 2
- Cancha Múltiple Jauregui
- Salud Ambiental (Antes llamado la sanidad)
- Centros Comerciales
- Iglesia Universal del Reino de Dios Calle 1 entre Carreras 7 y 8

## Medios de Comunicación
- Emisora: Radio El Sol 1.070 AM (Grupo González Lovera) Primera emisora de Radio de la Zona Norte del Estado. Actualmente fuera del Aire.

- Emisora: Sonora Stereo 89.5 FM "Tremenda Radio". Primera Emisora en F.M. de la ciudad al aire desde 1995 La primera de la ciudad
- Emisora: Sol estéreo 90.5 FM fuera del aire.
- Emisora: Tiuna Fm 90.7 FM
- Emisora: ADULAM 91.7 FM
- Emisora: 92.1 FM
- Emisora: 93.1 FM
- Emisora: 95.3 FM
- Emisora: 95.7 FM Natividad
- Emisora: El Evangelio cambia 96.3 FM.
- Emisora: Extrema 97.1 FM cerrada por conatel año 2011
- Emisora: Radio Wao 97.1 "La que Manda en la Calle"
- Emisora: Vida 98.7 FM
- Emisora: Auténtica 101.1 FM " La Original"
- Emisora: Radio Miraflores 103.1
- Emisora: Impacto 105.3 FM. " A tu Estilo"
- Emisora: RNV 105.7 FM
- Emisora: Sol Radio 106.5 FM. "Mas Música mas Radio"

Además se pueden escuchar algunas fm de la ciudad de Cúcuta.
- Emisora: Norte Stereo 91.2 FM
- Emisora: Colombia Stereo 93.7 FM
- Emisora: Radio Nacional de Colombia 96.9 FM
- Emisora Blu Radio 97.7 FM

También algunas fm de San Cristóbal.
- Emisora: San Sebastian 92.7 Fm
- Emisora: Buena Compañía 94.1 Fm
- Emisora: La Fm Mundial 94.5 Fm
- Emisora: Imaginación 96.1 Fm
- Emisora: Digital 100.7 Fm
- Emisora: Tama Stereo 103.9 FM
- Emisora: La Romántica 107.3 FM

## Clima
Predomina el clima tropical lluvioso de selva. Es uno de los pueblos más calurosos del Estado Táchira con temperaturas oscilantes entre los 21 °C y los 38 °C.

## Iglesias
Existen varias iglesias católicas en la ciudad. Entre ellas:
- Iglesia Cristiana Evangélica Dios es Amor (OVICE)
- Iglesia Pentecostal Unida.
- Iglesia Cristiana de Restauración ESPERANZA PROFÉTICA.
- Iglesia Adventista del Séptimo Día.
- Iglesia Cristiano-evangélica
- Salón del Reino de Los Testigos De Jehová
- Iglesia Maranatha.
- Iglesia Centro Cristiano (La Carpa)
- Iglesia de Jesucristo de lo santo de los últimos días (mormona)
- Comunidad Cristiana Cuadrangular "Las Delicias"
- Iglesia Cristiana  APOSTOLICA DE LA FE EN CRISTO JESUS a 150 metros del poli deportivo.
- Iglesia Dios es amor.
- Centro de Restauración Familiar.
- Iglesia Ríos de Agua Viva.
- Iglesia Universal del Reino de Dios, calle 1 entre Carreras 7 y 8
- Iglesia apostólica